# François Perrodin
Pour les articles homonymes, voir Perrodin.
François Perrodin (né en 1956) est un peintre français, travaillant à Paris et enseignant à l'Ecole européenne supérieure d'Art de Bretagne - site de Rennes (EESAB).

## Biographie
François Perrodin est habituellement classé dans la « catégorie » des peintres concrets.
Il semble pourtant que plusieurs aspects de son travail soient également inscrits dans une démarche fondamentalement contemporaine (vu les critères de contemporanéité couramment employés).
En 1984, il expose « Espace 1, Espace 2 » avec Michel Verjux au Consortium à Dijon.

### Articles
- Philippe Dagen, « Imposture à Beaubourg : Corpet, Desgrandchamps, Moignard, Perrodin, Poutays, Verjux, Galeries contemporaines, centre Georges Pompidou », art press, no 119,‎ novembre 1987, p. 68